# Oulobophora externaria
Oulobophora externaria is een vlinder uit de familie spanners (Geometridae). De wetenschappelijke naam is voor het eerst geldig gepubliceerd in 1848 door Herrich-Schäffer.
De soort komt voor in Europa.